# Bob Will
Robert Ide "Bob" Will (ur. 20 kwietnia 1925 w Seattle, zm. 14 października 2019 tamże) – amerykański wioślarz i wojskowy, złoty medalista olimpijski
Wystąpił na igrzyskach olimpijskich w Londynie w 1948 roku, gdzie osada USA w składzie: Warren Westlund, Bob Martin, Bob Will, Gordy Giovanelli i Allen Morgan (sternik) wywalczyła złoty medal w czwórkach ze sternikiem. W finale o 3 sekundy pokonali Szwajcarów, a o 8,3 sekundy wyprzedzili Duńczyków. Był to jego jedyny start olimpijski.
Po rozpoczęciu II wojny światowej zaciągnął się do United States Army Air Corps i służył jako pilot bombowca B-17 w latach 1943-1945. Po wojnie kształcił się na University of Washington. Z zawodu był dealerem samochodowym marek Volkswagen i Audi.